# ZSC Lions
Die ZSC Lions (ZSC, umgangssprachlich auch «Zett», ursprünglicher Name: Zürcher Schlittschuhclub) sind ein Schweizer Eishockeyclub aus Zürich, der in der National League spielt. Der Club trägt seine Heimspiele seit Oktober 2022 in der neu erbauten Swiss Life Arena in Zürich Altstetten aus.

## Geschichte
Der Club wurde am 15. Oktober 1930 in Zürich gegründet und wurde 1936, 1949, 1961, 2000, 2001, 2008, 2012, 2014, 2018 und 2024 Schweizer Meister. Darüber hinaus gewann der Club 1944 und 1945 den Spengler Cup, 2001 und 2002 den IIHF Continental Cup, 2009 die Champions Hockey League und den Victoria Cup. 2025 gewann der ZSC zum zweiten Mal die Champions Hockey League.
Früher nur als Zürcher SC oder kurz ZSC bekannt, heisst der Club seit der Fusion mit der Eishockeyabteilung der Grasshoppers Zürich 1997 (heute GCK Lions) offiziell ZSC Lions.

### 1980er-Jahre
1981 stiegen die Zürcher in die Nationalliga A auf, am Ende der Saison 1981/82 musste man als Tabellenletzter aber wieder in die NLB. 1983 kehrte der ZSC in die höchste Spielklasse zurück – wieder nur für eine Saison. So ging es weiter: NLA-Aufstieg 1985, Abstieg in die NLB 1986. Danach dauerte es bis 1989, ehe der ZSC wieder aufstieg.

### 1990er-Jahre
Im November 1991 wurde Arno Del Curto neuer Cheftrainer. Er führte den ZSC im Frühjahr 1992 in den Play-off-Halbfinal. Del Curto, der später beim HC Davos zur Institution wurde, blieb in Zürich bis Oktober 1993 im Amt.
Im April 1997 wurde die Fusion des Zürcher SC mit der Eishockey-Sektion des Grasshopper Club Zürich bekannt gegeben. Die Neue Zürcher Zeitung schrieb darüber in einem Artikel im März 2016: «Der ZSC brachte die Halle, das Publikum und den Platz in der höchsten Liga mit, die Grasshoppers hatten kaum Fans und kein taugliches Stadion, dafür das Geld und eine Nachwuchsabteilung.» Der neue Mannschaftsname sollte ursprünglich Zürich Lions lauten, doch gegen das Verschwinden des traditionellen Kürzels ZSC gab es Proteste der Fans, sodass letztlich der Name ZSC Lions gewählt wurde.
Für Entsetzen beim ZSC und in der Eishockey-Welt sorgte Anfang Dezember 1998 der plötzliche Tod von Chad Silver im Alter von 29 Jahren. Der gebürtige Kanadier wurde leblos in seiner Wohnung in Oerlikon aufgefunden, eine Obduktion der Leiche ergab, dass er an Herzversagen gestorben war.

### 2000er-Jahre
Nachdem der ZSC 1936, 1949 und 1961 Meisterehren erlangt hatte, dauert es bis ins Jahr 2000, ehe wieder der Titel errungen wurde. Im Play-off-Final des Frühlings 2000 bezwangen die Zürcher unter der Leitung von Cheftrainer Kent Ruhnke den als Favoriten gehandelten HC Lugano mit 4:2-Siegen. Damit hatte das Warten auf den Gewinn der Meisterschaft nach 39 Jahren ein Ende. Ruhnke hatte während der Saison kurz vor der Entlassung gestanden, vor den Play-offs entschied der Klub dann, den Vertrag des Trainers mit dem Saisonende nicht zu verlängern.
In der folgenden Saison 2000/01 – mittlerweile betreut von Ruhnkes Nachfolger Larry Huras in dessen zweiter Zürcher Amtszeit – legte der ZSC nach und verteidigte seinen Titel mit Erfolg. Wiederum hiess der Finalgegner Lugano. Die Serie wurde mit 4:3-Siegen gewonnen, die Entscheidung fiel in der Verlängerung des siebten Spiels. Huras, der in Teilen der Mannschaft unbeliebt war, musste trotz dem Triumph gehen.
Zur Saison 2005/06 spielte der ZSC zum ersten Mal im umgebauten Hallenstadion, was eine neue Situation für die Mannschaft wie auch für die Fangemeinde darstellte. Nach dem schwachen Abschneiden in dieser Spielzeit, in der man den Klassenerhalt nur knapp in der Abstiegsrunde sichern konnte, starteten die Zürcher in der folgenden Spielzeit eine «Wiedergutmachungs-Tour», die von den Medien im Vorfeld auch als «Die Rache der Löwen» angekündigt wurde. Mit praktisch unverändertem Kader und unveränderter Situation im Stadion erreichte man dank einem spielerischen Hoch von Mitte Oktober bis Dezember die Play-offs.
Der ZSC gewann am 10. April 2008 im Hallenstadion unter der Führung des deutsch-kanadischen Trainers Harold Kreis seinen sechsten Meistertitel. Im Play-off-Final gegen den Genève-Servette HC holten die Zürcher einen 0:2-Rückstand in der Best-of-Seven-Serie auf und gewannen das sechste Spiel mit 2:1 nach Penaltyschiessen. Trainer Kreis, der im Laufe der Saison in der Kritik stand, hatte schon im Februar 2008 seinen Abschied nach Saisonende in Richtung Deutschland (Düsseldorfer EG) verkündet.
Im Januar 2009 wurde mit dem ehemaligen ZSC-Verteidiger Edgar Salis ein neuer Sportchef eingestellt.
Als erstes Team gewann der ZSC am 28. Januar 2009 die neu gegründete Champions Hockey League. Nach einem 2:2 im Hinspiel schlug der ZSC den HK Metallurg Magnitogorsk in der Diners-Club Arena in Rapperswil mit 5:0. Für den Sieg in der Champions Hockey League wurde dem ZSC durch den damaligen Stadtpräsidenten Elmar Ledergerber der Ehrenpreis Züri-Leu in Gold der Stadt Zürich verliehen.
Am 29. September 2009 gewannen der ZSC als Sieger der Champions Hockey League gegen die NHL-Stars der Chicago Blackhawks im Zürcher Hallenstadion das Spiel um den Victoria Cup mit 2:1.

### 2010er-Jahre
Durch zwei Play-off-Serien-Siege, beide nach vier Spielen, qualifizierte sich der ZSC in der Saison 2011/12 für den Final um den Schweizer Meistertitel, in welchem er gegen den SC Bern spielte. Nachdem der SC Bern in dieser Serie mit 3:1 in Führung gegangen war, holte der ZSC einen 1:3-Rückstand in der Best-of-Seven-Serie auf und gewann am 17. April 2012 das siebte Spiel auswärts nach dem entscheidenden Treffer von Steve McCarthy 2,5 Sekunden vor Schluss mit 2:1. Meistertrainer Bob Hartley verliess den ZSC nach dem Titelgewinn und wechselte zum NHL-Klub Calgary Flames.

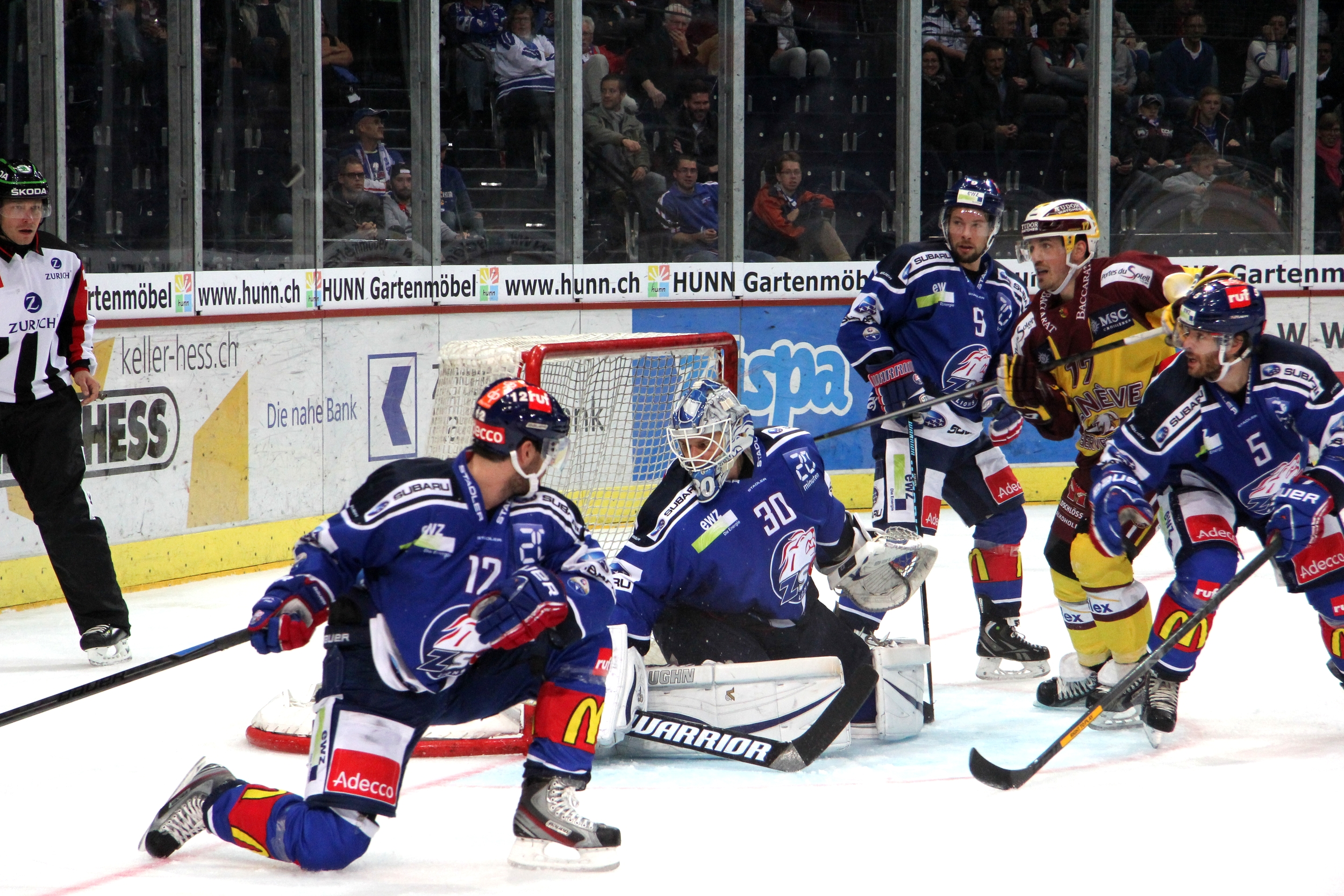
Spielgeschehen im Oktober 2014

Die NLA-Saison 2013/14 wurde vom ZSC klar dominiert. Nach Abschluss der Qualifikation hatten sie 20 Punkte mehr auf dem Konto als das zweitplatzierte Fribourg. In den Viertelfinals traf der ZSC auf den Lausanne HC, der sich in seiner ersten NLA-Saison nach dem Aufstieg gleich zum ersten Mal für die Play-offs qualifizieren konnte. In einer spannenden Serie gewannen die Zürcher mit 4:3 und qualifizierten sich damit für die Halbfinals. Dort wartete der Genève-Servette HC, und auch diese Serie war hart umkämpft. Erst im siebten Spiel setzte sich der ZSC mit 4:0 durch und qualifizierte sich für den Play-off-Final. Der Finalgegner des ZSC war mit dem EHC Kloten zum ersten Mal der Kantonsrivale. Im Derbyfinal blieb der ZSC ohne Niederlage und gewann mit dem Schweizer Meistertitel 2013/14 souverän den achten Meistertitel der Vereinsgeschichte.
Nach der Saison 2015/16, in der man Cupsieger wurde, endete die vierjährige Amtszeit des Trainergespanns Marc Crawford/Rob Cookson, stattdessen wurde der Schwede Hans Wallson als neuer Cheftrainer verpflichtet, der seinen Landsmann Lars Johansson als Assistent mitbrachte. Beide hatten zuvor erfolgreich beim Skellefteå AIK gearbeitet. Wallson führte den ZSC in seiner ersten Saison 2016/17 auf den zweiten Platz der Qualifikation, im Play-off-Viertelfinal schied der ZSC gegen Lugano (2:4-Siege) aus.
Im April 2017 wechselte Edgar Salis vom Amt des Sportchefs auf den neugeschaffenen Posten des Leiters Spielersichtung, neuer Sportchef wurde Sven Leuenberger. Ende Dezember 2017 nahmen die Zürcher einen Trainerwechsel vor: Wallson und sein «Co» Johansson wurden entlassen, da «der sportliche Erfolg ausblieb und die Entwicklung des Teams stagnierte», wie es in der Begründung des Clubs hiess. Zum Zeitpunkt der Trennung vom schwedischen Trainergespann lag die Mannschaft auf dem siebten Tabellenrang. Zugleich wurde mitgeteilt, dass Serge Aubin ab dem Spieljahr 2018/19 das Cheftraineramt bekleiden werde. Bis zum Ende der Saison 2017/18 und somit bis zum Amtsantritt Aubins wurde Hans Kossmann als Übergangscheftrainer eingesetzt. Kossmann löste die Aufgabe hervorragend und führte den ZSC zum Gewinn des Meistertitels. In der Endspielserie setzte man sich mit 4:3-Siegen gegen Lugano durch.
Am 14. Januar 2019 trennte sich der ZSC von Aubin, unter dessen Leitung die Mannschaft nach Einschätzung der Verantwortlichen «keine nachhaltigen Fortschritte» machte. Nachfolger wurde Arno del Curto, der erst im November 2018 noch beim HC Davos ausgeschieden war und den ZSC bereits zwischen 1991 und 1993 als Trainer betreut hatte. Del Curto verpasste mit der Mannschaft die Meisterrunde, was in den vorherigen 13 Jahren nicht passiert war. Del Curtos Vertrag wurde nach dem Ende der Saison 2018/19 nicht verlängert. Als neuer Cheftrainer wurde im Mai 2019 der schwedisch-US-amerikanische Doppelbürger Rikard Grönborg vorgestellt, der zuvor lange beim schwedischen Verband gearbeitet und dort unter anderem die Jugend-Nationalmannschaft betreut hatte.

### 2020er-Jahre
2022 gelangte der ZSC in das Play-off-Final, unterlag dort aber dem Titelverteidiger EV Zug. 2024 wurde der 10. Meistertitel gewonnen. In der Finalserie setzten sich die Zürcher mit 4:3 gegen den Lausanne HC durch. Im Februar 2025 gewann der Club zum zweiten Mal die Champions Hockey League. Im Finale siegten die Zürcher vor 12.000 Zuschauern mit 2:1 gegen den schwedischen Teilnehmer Färjestad Karlstad.

## Fraueneishockey
Seit 1982 spielen auch Frauen beim ZSC Eishockey. Seit 2011 gehören die Frauenmannschaften des Zett zu den führenden Teams im Schweizer Eishockey.

## Heimspielstätte
Der ZSC spielte von 1930 bis 1950 auf der Dolder-Kunsteisbahn und von 1950 bis 2022 im Hallenstadion Zürich. In der Saison 2004/05 wurde dieses jedoch umgebaut, daher fanden alle Heimspiele des ZSC in dieser Periode in der benachbarten Kunsteisbahn Oerlikon, kurz KEBO statt. Die Renovierungsarbeiten hatten ein Finanzvolumen von über 140 Millionen Franken und dauerten bis Juli 2005 an.
Im September 2016 votierten die Zürcher Stimmbürger mit 56,6 Prozent für den Neubau eines Eishockeystadions mit einer Zuschauerkapazität von 11'600 Plätzen im Quartier Altstetten. Neben der Arena soll der Komplex eine Halle für den Trainingsbetrieb, Gaststätten und Büroflächen enthalten. Der Abschluss der Arbeiten war für 2022 geplant.

### Zuschauerdurchschnitt
| Saison  | Qualifikation | Play-off | Play-out | Zuschauerrekord | Ausverkauft |
| ------- | ------------- | -------- | -------- | --------------- | ----------- |
| 2023/24 | 11'244        | 12'000   | –        | 12'000          | 17×         |
| 2022/23 | 11'459        | 12'000   | –        | 12'000          | 18×         |
| 2021/22 | 8'020         | 10'239   | –        | 11'200          | 5×          |
| 2020/21 | 1'414         | 40       | –        |                 |             |
| 2019/20 | 8'975         | –        | –        | 11'200          | 2×          |
| 2018/19 | 9'694         | –        | 8'398    | 11'200          | 4×          |
| 2017/18 | 8'863         | 11'014   | –        | 11'200          | 8×          |
| 2016/17 | 9'214         | 10'348   | –        | 11'200          | 1×          |
| 2015/16 | 9'818         | 10'633   | –        | 11'200          | 3×          |
| 2014/15 | 9'331         | 10'447   | –        | 11'200          | 8×          |
| 2013/14 | 9'048         | 10'082   | –        | 11'200          | 4×          |
| 2012/13 | 8'745         | 10'541   | –        | 11'200          | 2×          |
| 2011/12 | 7'625         | 10'843   | –        | 11'200          | 4×          |
| 2010/11 | 7'640         | 10'050   | –        | 10'700          |             |
| 2009/10 | 7'749         | 8'948    | –        | 9'963           |             |
| 2008/09 | 7'720         | 8'698    | –        | 9'668           |             |
| 2007/08 | 6'314         | 10'385   | –        | 10'700          | 4×          |
| 2006/07 | 6'287         | 10'182   | –        | 10'660          | 1×          |
| 2005/06 | 8'540         | –        | 6'625    | 10'046          |             |
| 2004/05 | 3'038         | 3'300    | –        | 3'840           | 3×          |
| 2003/04 | 7'615         | 10'421   | –        | 11'500          | 2×          |
| 2002/03 | 8'837         | 9'485    | –        | 11'500          | 3×          |
| 2001/02 | 8'507         | 11'229   | –        | 11'500          | 8×          |
| 2000/01 | 8'124         | 10'854   | –        | 11'500          | 6×          |

| [ 27 ] [ 28 ] |

## Kader der Saison 2024/25
Stand: 12. August 2025
| Nr. | Nat.              | Spieler              | Pos. | Geburtsdatum       | im Team seit | Geburtsort                           |
| --- | ----------------- | -------------------- | ---- | ------------------ | ------------ | ------------------------------------ |
| 30  | Tschechien        | Šimon Hrubec         | G    | 30. Juni 1991      | 2022         | Vimperk, Tschechoslowakei            |
| 40  | Schweiz Italien   | Robin Zumbühl        | G    | 16. November 1998  | 2020         | Schweiz                              |
| 77  | Schweiz           | Timo Bünzli          | D    | 31. Januar 2005    | 2019         | Zürich, Schweiz                      |
| 4   | Schweiz           | Patrick Geering – C  | D    | 12. Februar 1990   | 2008         | Zürich, Schweiz                      |
| 46  | Schweiz           | Dean Kukan           | D    | 8. Juli 1993       | 2022         | Volketswil, Schweiz                  |
| 44  | Finnland          | Mikko Lehtonen       | D    | 16. Januar 1994    | 2022         | Turku, Finnland                      |
| 54  | Schweiz           | Christian Marti      | D    | 29. März 1993      | 2016         | Bülach, Schweiz                      |
| 33  | Schweiz Slowakei  | Jan Schwendeler      | D    | 9. Dezember 2003   | 2023         | Zug, Schweiz                         |
| 86  | Schweiz           | Dario Trutmann       | D    | 17. September 1992 | 2019         | Zug, Schweiz                         |
| 29  | Schweiz Russland  | Daniil Ustinkov      | D    | 26. August 2006    | 2022         | Schweiz                              |
| 6   | Schweiz           | Yannick Weber        | D    | 23. September 1988 | 2021         | Morges, Schweiz                      |
|     | Schweden          | Pontus Åberg         | W    | 23. September 1993 | 2025         | Stockholm, Schweden                  |
| 19  | Kanada            | Andy Andreoff        | C    | 17. Mai 1991       | 2025         | Pickering, Ontario, Kanada           |
| 10  | Schweiz           | Sven Andrighetto     | RW   | 21. März 1993      | 2020         | Zürich, Schweiz                      |
| 79  | Schweiz           | Thierry Bader        | C    | 1. September 1997  | 2025         | Winterthur, Schweiz                  |
| 18  | Schweiz           | Nicolas Baechler     | F    | 23. August 2003    | 2022         | Schweiz                              |
| 38  | Lettland          | Rūdolfs Balcers      | LW   | 8. April 1997      | 2023         | Liepāja, Lettland                    |
| 14  | Schweiz           | Chris Baltisberger   | RW   | 31. Oktober 1991   | 2012         | Zofingen, Schweiz                    |
| 28  | Schweden          | Jesper Frödén        | RW   | 21. September 1994 | 2023         | Stockholm, Schweden                  |
| 27  | Kanada            | Derek Grant          | C    | 20. April 1990     | 2023         | Abbotsford, British Columbia, Kanada |
| 7   | Schweiz           | Joel Henry           | C    | 15. Mai 2003       | 2023         | Münsterlingen, Schweiz               |
| 91  | Schweiz           | Denis Hollenstein    | LW   | 15. Oktober 1989   | 2018         | Mosnang, Schweiz                     |
| 62  | Schweiz Russland  | Denis Malgin         | C    | 18. Januar 1997    | 2023         | Olten, Schweiz                       |
| 89  | Danemark          | Daniel Olsson        | F    | 1. Juni 2005       | 2016         | Dänemark                             |
| 8   | Schweiz           | Willy Riedi          | F    | 19. April 1998     | 2019         | Schweiz                              |
| 9   | Osterreich        | Vinzenz Rohrer       | C    | 9. September 2004  | 2023         | Rankweil, Österreich                 |
| 17  | Italien Sudafrika | Alessandro Segafredo | RW   | 15. September 2004 | 2022         | Asiago, Italien                      |
| 13  | Schweiz           | Justin Sigrist       | C    | 20. April 1999     | 2018         | Hombrechtikon, Schweiz               |

Trainerstab
| Pos.        | Nat.    | Name          | Geburtsdatum       | Im Team seit | Geburtsort               |
| ----------- | ------- | ------------- | ------------------ | ------------ | ------------------------ |
| Cheftrainer | Schweiz | Marco Bayer   | 20. September 1972 | 2024         | Uster, Schweiz           |
| Co-Trainer  | Kanada  | Rob Cookson   | 25. Januar 1961    | 2022         | Lacombe, Alberta, Kanada |
| Co-Trainer  | Schweiz | Fabio Schwarz | 13. Juli 1986      | 2023         | Schlieren, Schweiz       |

## Platzierungen Meisterschaft
| Saison  | Liga    | Rang                       |
| ------- | ------- | -------------------------- |
| 1930/31 | Série A | Halbfinal                  |
| 1931/32 | Série A | Halbfinal                  |
| 1932/33 | Série A | 2. Platz                   |
| 1933/34 | Série A | 2. Platz                   |
| 1934/35 | Série A | 2. Platz                   |
| 1935/36 | Série A | 1. Platz (1. Meistertitel) |
| 1936/37 | Série A | 2. Platz                   |
| 1937/38 | NLA     | 2. Platz                   |
| 1938/39 | NLA     | 2. Platz                   |
| 1940/41 | NLA     | 2. Platz                   |
| 1941/42 | NLA     | 2. Platz                   |
| 1942/43 | NLA     | 2. Platz                   |
| 1943/44 | NLA     | 2. Platz                   |
| 1944/45 | NLA     | 2. Platz                   |
| 1945/46 | NLA     | 4. Platz                   |
| 1946/47 | NLA     | 2. Platz                   |
| 1947/48 | NLA     | 4. Platz                   |
| 1948/49 | NLA     | 1. Platz (2. Meistertitel) |
| 1949/50 | NLA     | 3. Platz                   |

| Saison  | Liga | Rang                       |
| ------- | ---- | -------------------------- |
| 1950/51 | NLA  | 3. Platz                   |
| 1951/52 | NLA  | 3. Platz                   |
| 1952/53 | NLA  | 4. Platz                   |
| 1953/54 | NLA  | 5. Platz                   |
| 1954/55 | NLA  | 5. Platz                   |
| 1955/56 | NLA  | 4. Platz                   |
| 1956/57 | NLA  | 5. Platz                   |
| 1957/58 | NLA  | 3. Platz                   |
| 1958/59 | NLA  | 3. Platz                   |
| 1959/60 | NLA  | 2. Platz                   |
| 1960/61 | NLA  | 1. Platz (3. Meistertitel) |
| 1961/62 | NLA  | 3. Platz                   |
| 1962/63 | NLA  | 6. Platz                   |
| 1963/64 | NLA  | 5. Platz                   |
| 1964/65 | NLA  | 9. Platz                   |
| 1965/66 | NLA  | 4. Platz                   |
| 1966/67 | NLA  | 6. Platz                   |
| 1967/68 | NLA  | 7. Platz                   |

| Saison  | Liga | Qualifikation | Endrunde           | Rang                   |
| ------- | ---- | ------------- | ------------------ | ---------------------- |
| 1968/69 | NLA  | 8. Platz      | Abstiegsrunde      | 1. Platz               |
| 1969/70 | NLA  | 7. Platz      | Abstiegsrunde      | 1. Platz               |
| 1970/71 | NLA  | 7. Platz      | Abstiegsrunde      | 3. Platz (1. Abstieg)  |
| 1971/72 | NLB  | 1. Platz      | Aufstiegsrunde     | 2. Platz               |
| 1972/73 | NLB  | 1. Platz      | Aufstiegsrunde     | 1. Platz (1. Aufstieg) |
| 1973/74 | NLA  | –             | –                  | 8. Platz (2. Abstieg)  |
| 1974/75 | NLB  | 2. Platz      | Aufstiegsrunde     | 3. Platz               |
| 1975/76 | NLB  | 3. Platz      | Aufstiegsrunde     | 3. Platz               |
| 1976/77 | NLB  | 3. Platz      | Aufstiegsrunde     | 7. Platz               |
| 1977/78 | NLB  | –             | –                  | 3. Platz               |
| 1978/79 | NLB  | –             | –                  | 3. Platz               |
| 1979/80 | NLB  | 2. Platz      | Aufstiegsrunde     | 2. Platz               |
| 1980/81 | NLB  | 1. Platz      | Auf-/Abstiegsrunde | 2. Platz (2. Aufstieg) |
| 1981/82 | NLA  | 8. Platz      | Auf-/Abstiegsrunde | 5. Platz (3. Abstieg)  |
| 1982/83 | NLB  | 1. Platz      | Auf-/Abstiegsrunde | 2. Platz (3. Aufstieg) |
| 1983/84 | NLA  | –             | –                  | 8. Platz (4. Abstieg)  |
| 1984/85 | NLB  | 3. Platz      | Auf-/Abstiegsrunde | 1. Platz (4. Aufstieg) |
| 1985/86 | NLA  | –             | –                  | 10. Platz (5. Abstieg) |
| 1986/87 | NLB  | 2. Platz      | Play-off-Halbfinal | –                      |
| 1987/88 | NLB  | 1. Platz      | Play-off-Halbfinal | –                      |
| 1988/89 | NLB  | 2. Platz      | Auf-/Abstiegsrunde | 1. Platz (5. Aufstieg) |
| 1989/90 | NLA  | 9. Platz      | Auf-/Abstiegsrunde | 2. Platz               |

| Saison  | Liga | Qualifikation | Viertelfinal          | Halbfinal             | Final                                    |
| ------- | ---- | ------------- | --------------------- | --------------------- | ---------------------------------------- |
| 1990/91 | NLA  | 6. Platz      | Kloten – ZSC 3:1      | –                     | –                                        |
| 1991/92 | NLA  | 7. Platz      | Lugano – ZSC 1:3      | Bern – ZSC 3:0        | –                                        |
| 1992/93 | NLA  | 7. Platz      | Fribourg – ZSC 4:0    | –                     | –                                        |
| 1993/94 | NLA  | 8. Platz      | Fribourg – ZSC 3:0    | –                     | –                                        |
| 1994/95 | NLA  | 8. Platz      | Zug – ZSC 3:2         | –                     | –                                        |
| 1995/96 | NLA  | 8. Platz      | Bern – ZSC 3:1        | –                     | –                                        |
| 1996/97 | NLA  | 8. Platz      | Bern – ZSC 3:2        | –                     | –                                        |
| 1997/98 | NLA  | 10. Platz     | –                     | –                     | –                                        |
| 1998/99 | NLA  | 2. Platz      | ZSC L. – Kloten 3:4   | –                     | –                                        |
| 1999/00 | NLA  | 2. Platz      | ZSC L. – Davos 4:1    | ZSC L. – Zug 4:0      | Lugano – ZSC L. 2:4 (4. Meistertitel)    |
| 2000/01 | NLA  | 2. Platz      | ZSC L. – SCRJ 4:0     | ZSC L. – Kloten 4:1   | Lugano – ZSC L. 3:4 (5. Meistertitel)    |
| 2001/02 | NLA  | 5. Platz      | Ambri – ZSC L. 2:4    | Lugano – ZSC L. 3:4   | Davos – ZSC L. 4:0                       |
| 2002/03 | NLA  | 1. Platz      | ZSC L. – SCRJ 4:3     | ZSC L. – Lugano 1:4   | –                                        |
| 2003/04 | NLA  | 5. Platz      | Davos – ZSC L. 2:4    | Lugano – ZSC L. 4:3   | –                                        |
| 2004/05 | NLA  | 3. Platz      | ZSC L. – Ambri 4:1    | ZSC L. – Zug 4:1      | Davos – ZSC L. 4:1                       |
| 2005/06 | NLA  | 10. Platz     | –                     | –                     | –                                        |
| 2006/07 | NLA  | 8. Platz      | Davos – ZSC L. 4:3    | –                     | –                                        |
| 2007/08 | NLA  | 6. Platz      | Kloten – ZSC L. 1:4   | Davos – ZSC L. 2:4    | Servette – ZSC L. 2:4 (6. Meistertitel)  |
| 2008/09 | NLA  | 2. Platz      | ZSC L. – Fribourg 0:4 | –                     | –                                        |
| 2009/10 | NLA  | 6. Platz      | Zug – ZSC L. 4:3      | –                     | –                                        |
| 2010/11 | NLA  | 7. Platz      | Kloten – ZSC L. 4:1   | –                     | –                                        |
| 2011/12 | NLA  | 7. Platz      | Davos – ZSC L. 0:4    | Zug – ZSC L. 0:4      | Bern – ZSC L. 3:4 (7. Meistertitel)      |
| 2012/13 | NLA  | 4. Platz      | ZSC L. – Davos 4:3    | Fribourg – ZSC L. 4:1 | –                                        |
| 2013/14 | NLA  | 1. Platz      | ZSC L. – Lausanne 4:3 | ZSC L. – Servette 4:3 | ZSC L. – Kloten 4:0 (8. Meistertitel)    |
| 2014/15 | NLA  | 1. Platz      | ZSC L. – Biel 4:3     | ZSC L. – Servette 4:2 | ZSC L. – Davos 1:4                       |
| 2015/16 | NLA  | 1. Platz      | ZSC L. – Bern 0:4     | –                     | –                                        |
| 2016/17 | NLA  | 2. Platz      | ZSC L. – Lugano 2:4   | –                     | –                                        |
| 2017/18 | NL   | 7. Platz      | Zug – ZSC L. 1:4      | Bern – ZSC L. 2:4     | Lugano – ZSC L. 3:4 (9. Meistertitel)    |
| 2018/19 | NL   | 9. Platz      | –                     | –                     | –                                        |
| 2019/20 | NL   | 1. Platz      | –                     | –                     | –                                        |
| 2020/21 | NL   | 5. Platz      | Lausanne – ZSC L. 2:4 | ZSC L. – Servette 0:3 | –                                        |
| 2021/22 | NL   | 3. Platz      | ZSC L. – Biel 4:3     | Fribourg – ZSC L. 0:4 | Zug – ZSC L. 4:3                         |
| 2022/23 | NL   | 4. Platz      | ZSC L. – Davos 4:1    | Biel – ZSC L. 4:0     | –                                        |
| 2023/24 | NL   | 1. Platz      | ZSC L. – Biel 4:0     | ZSC L. – Zug 4:0      | ZSC L. – Lausanne 4:3 (10. Meistertitel) |
| 2024/25 | NL   | 2. Platz      | ZSC L. – Kloten 4:1   | ZSC L. – Davos 4:2    | Lausanne – ZSC L. 1:4 (11. Meistertitel) |

- Aufgrund der Covid-19-Pandemie wurden in der Saison 2019/2020 keine Play-offs ausgetragen. Es wurde kein Schweizer Meister gekürt.
- Aufgrund der Covid-19-Pandemie wurde in der Saison 2020/2021 ab den Halbfinals nur noch Best of 5 gespielt.

## Erfolge
- Schweizer Meister 1936, 1949, 1961, 2000, 2001, 2008, 2012, 2014, 2018, 2024, 2025
- Champions-Hockey-League-Sieger 2009
- Champions-Hockey-League-Sieger 2025
- Victoria-Cup-Sieger 2009
- Sieger des IIHF Continental Cups 2001, 2002
- Schweizer-Cup-Sieger 1960, 1961, 2016
- Sieger des Spengler Cups 1944, 1945
- Schweizer Vizemeister 1933, 1934, 1935, 1937, 1938, 1939, 1941, 1942, 1943, 1944, 1945, 1947, 1960, 2002, 2005, 2015, 2022

## Trainer
- Andy Lindquist (1949/50) *
- Maki Slama (1950/51) *
- Bud McEachern (1951/52) *
- Stan Obodiac (1952/53) *
- Dave Maguire (1953–1955) *
- Les Strongman (1955/56) *
- Bill Abbot (1956/57) *
- Garnett Vasey (1957/58) *
- George Beach (1958/59) *
- Otto Schläpfer (1959–1962) *
- Rudolf Vaterlaus (1962/63)
- Bruno Müller (1962/63) *
- Silvio Rossi (1962–1964)
- Herbert Ulrich (1963/64)
- Dave Maguire (1964–1968)
- Vladimír Kobranov (1968–1970)
- Kurt Peter (1969/70)
- Otto Schubiger (1970/71)
- Georg Riesch (1970/71)
- Stu Robertson (1971–1975)
- Peter Lüthi (1975/76)
- Fran Huck (1976/77) *
- Bob Lindberg (1976/77) *
- Lasse Lilja (1977–Dez. 1978)
- Kent Sundquist (Dez. 1978–1980) *
- Kurt Loher (1980)
- Kent Ruhnke (1980–Okt. 1982) *
- Jim Webster (1982)
- George Bastl (1982–Nov. 1983)
- Brian Lefley (Nov. 1983–1984)
- Andy Murray (1984–Jan. 1986)
- Dan Hober (1986)
- Alpo Suhonen (1986–88)
- Timo Lahtinen (1988)
- Neil Nicholson (Jan. 1989–1990)
- Heinz Zehnder (1990)
- Pavel Wohl (1990–Nov. 1991)
- Arno Del Curto (Nov. 1991–Okt. 1993)
- Ueli Hofmann (Okt. 1993–1994)
- Lars-Erik Lundström (1994)
- Larry Huras (1994–1996)
- Alpo Suhonen (1996/97)
- Hans Zach (1997/98)
- Kent Ruhnke (1998–2000)
- Larry Huras (2000/01)
- Pekka Rautakallio (Nov. 2001–März 2003)
- Christian Weber (2003–Nov. 2005)
- Henryk Gruth (Nov. 2005)
- Juhani Tamminen (Dez. 2005–2006)
- Beat Lautenschlager (2006)
- Harold Kreis (2006–2008)
- Sean Simpson (2008–2010)
- Colin Muller (2010)
- Bengt-Åke Gustafsson (2010/11)
- Bob Hartley (2011/12)
- Marc Crawford (2012–2016)
- Hans Wallson (2016–Dez. 2017)
- Hans Kossmann (Dez. 2017–2018)
- Serge Aubin (2018–Jan. 2019)
- Arno Del Curto (Jan. 2019–Saisonende 2018/19)
- Rikard Grönborg (Mai 2019–Dez. 2022)
- Marc Crawford (Dez. 2022–Dez. 2024)
- Marco Bayer (seit Dez. 2024)

* Spielertrainer

## Bedeutende ehemalige Spieler
- Jan Alston, 2001–2010
- Mattia Baldi, 1999–2003

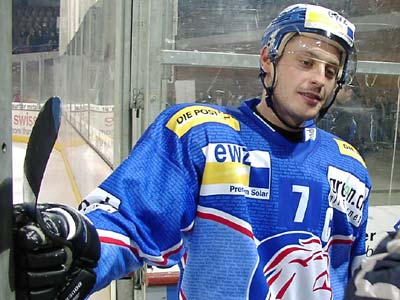
Mark Streit spielte bis 2005 für den ZSC

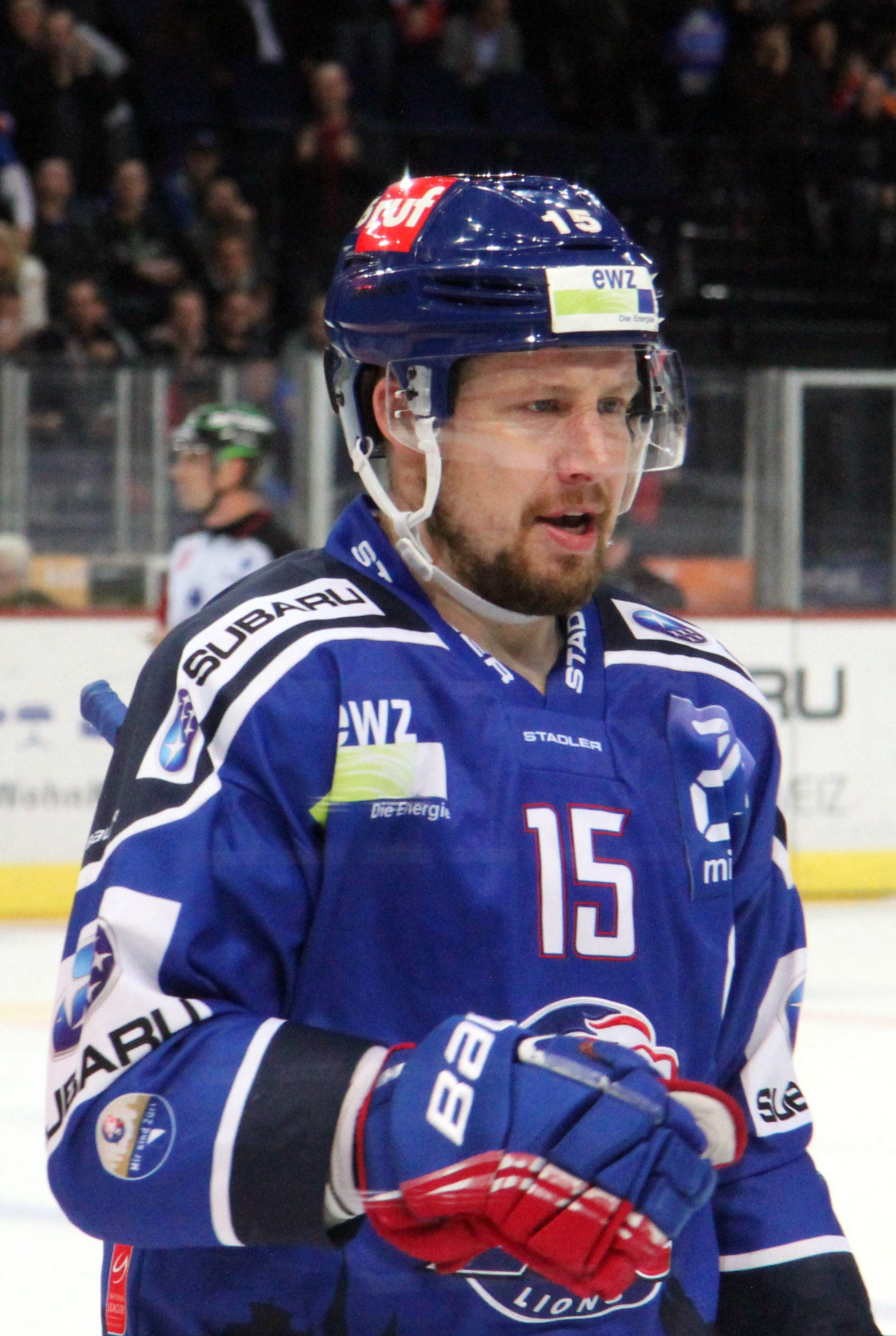
Mathias Seger spielte 19 Jahre für den ZSC

- Phil Baltisberger, 2015–2024
- Hans Bänninger, 1943–1954
- Patrik Bärtschi, 2009–2017
- Mark Bastl, 2007–2015
- Leopold Berchtold, 1958–1969
- Marc-André Bergeron, 2013–2016
- Willi Bertschinger, 1974–1980, 1982–1989
- Severin Blindenbacher, 2005–2009, 2011–2021
- Simon Bodenmann, 2018–2024
- Hanggi Boller, 1940–1949
- Leo Cadisch, 1987–1992
- Patric Della Rossa, 1997–2004
- Bruno Eberhard, 1985–1990
- Erich Ehrensperger, 1955–1972
- Mario Eichholzer, 1973–1982
- Jiri Faic, 1984–1995
- Kevin Fiala, 2010–2012
- Lukas Flüeler, 2008–2022
- Dan Fritsche, 2013–2016
- Ryan Gardner, 2007–2010
- Roger Geiger, 1981–1990
- Patrick Hager, 1990–1993, 1994–1997
- Dan Hodgson, 1998–2003
- Thomas Hurcik, 1977–1985
- Vjeran Ivanković, 1993–1997, 2000, 2002
- Peter Jaks, 1998–2003
- Hans Keller, 1968–1975
- Martin Kout, 1995–2007
- Alexei Krutow, 2007–2011
- Wladimir Krutow, 1990–1992
- Miguel Leemann, 1978–1984
- Heini Lohrer, 1934–1953
- Peter Meier, 1959–1970
- Roger Meier, 1987–1992
- Auston Matthews, 2015–2016
- Claudio Micheli, 1993–2005, 2010
- Thibaut Monnet, 2007–2013
- Patrizio Morger, 1992–1997
- Peter Mühlebach, 1959–1972
- Robert Nilsson, 2013–2018
- Milan Nový, 1983–1985
- Pio Parolini, 1960–1969
- Kurt Peter, 1951–1964
- Domenico Pittis, 2008–2012
- Adrien Plavsic, 1998–2002
- Sergei Prjachin, 1991–1994
- Didier Princi, 1994–1997
- Mike Richard, 1990/91, 2003–2006
- Georg Riesch, 1952–1964, 1965/66
- Edgar Salis, 1993–1997, 1999–2005
- Reto Schäppi, 2010–2024
- Roland Scheibli, 1975–1980, 1982–1990
- Otto Schläpfer, 1953–1962
- Hansi Schmid, 1977–1986
- Lorenzo Schmid, 1976–1984
- Peter Schmid, 1970–1978
- Rolf Schrepfer, 1997–2001
- Otto Schubiger, 1952–1960
- Rolf Simmen, 1990–1994
- Mathias Seger, 1999–2018
- Jonas Siegenthaler, 2014–2017
- Wayne Small, 1971–1976
- Bruno Steck, 1994–1997, 2000–2002
- Mark Streit, 2000–2005
- Reto Stirnimann, 1999–2007
- Andri Stoffel, 2003–2015
- Reto Sturzenegger, 1984–1988
- Radoslav Suchý, 2006–2010
- Ari Sulander, 1998–2012
- Pius Suter, 2015–2020
- Andy Trümpler, 1978–1983, 1984–1986
- Bruno Vollmer, 1987–1990, 1991–1997
- Ludwig Waidacher junior, 1981–1986
- Christian Weber, 1985–88, 1989–94, 1997–2001
- Christian Wehrli, 1972–1980
- Peter Wespi, 1960–1971, 1972–1974
- Adrian Wichser, 2005–2011
- Roman Wick, 2012–2021
- Andreas Zehnder, 1989–1997
- Michel Zeiter, 1992–2007

### Geehrte Spieler und gesperrte Trikotnummern
- # 15 Mathias Seger
- # 21 Reto Sturzenegger (gesperrt)
- # 23 Chad Silver (gesperrt)
- # 30 Lukas Flüeler
- # 31 Ari Sulander